# Lipnica (sielsowiet bielajewski)
Lipnica (ros. Липница) – chutor w zachodniej Rosji, w sielsowiecie bielajewskim rejonu konyszowskiego w obwodzie kurskim.

## Geografia
Miejscowość położona jest nad Wandariecem (lewy dopływ Swapy), 5,5 km od centrum administracyjnego sielsowietu (Bielajewo), 18 km na północny zachód od centrum administracyjnego rejonu (Konyszowka), 81 km na północny zachód od Kurska.
W chutorze znajduje się 10 posesji.
Klimat
Miejscowość, jak i cały rejon, znajduje się w strefie klimatu kontynentalnego z łagodnym ciepłym latem i równomiernie rozłożonymi opadami rocznymi (Dfb w klasyfikacji klimatów Köppena).

## Demografia
W 2010 r. chutoru nikt nie zamieszkiwał.